# Carlos Giró
Carlos Giró Sentís (Barcellona, 19 agosto 1971) è un pilota motociclistico spagnolo, ritiratosi dall'attività agonistica.

## Carriera
Anche suo cugino, Carlos Giró Vilá, ha corso come pilota motociclistico professionista.
Nel 1990 ottiene dodici punti e chiude al ventiquattresimo posto nel campionato europeo classe 125, la stagione successiva, con sei piazzamenti a podio su nove gare tra cui una vittoria, è vice-campione europeo alle spalle di Oliver Koch. Ha debuttato nel motomondiale nel 1991 correndo qualche Gran Premio con una JJ Cobas, per poi diventare pilota a tempo pieno dalla stagione successiva con un'Aprilia, quando ottiene un secondo posto in Sudafrica e un terzo posto in Spagna; chiude la stagione al 12º posto con 39 punti. Non ottiene comunque più risultati di rilievo sulla scena mondiale, chiudendo al 20º posto con 22 punti nel 1993 e al 19º posto con 26 punti nel 1994. È stato due volte campione spagnolo di velocità della classe 125 (1991 e 1992).

## Risultati nel motomondiale
| 1991 | Classe | Moto     |  |  |    |  |  |  |  |  |  |   |     |  |  |    |  | Punti | Pos. |
| ---- | ------ | -------- |  |  | -- |  |  |  |  |  |  | - | --- |  |  | -- |  | ----- | ---- |
| 1991 | 125    | JJ Cobas |  |  | NE |  |  |  |  |  |  | 9 | Rit |  |  | NE |  | 7     | 31º  |

| 1992 | Classe | Moto    |     |    |     |   |     |   |    |   |     |     |    |   |   |  |  | Punti | Pos. |
| ---- | ------ | ------- | --- | -- | --- | - | --- | - | -- | - | --- | --- | -- | - | - |  |  | ----- | ---- |
| 1992 | 125    | Aprilia | Rit | 28 | Rit | 3 | Rit | 6 | 10 | 8 | Rit | Rit | 13 | 9 | 2 |  |  | 39    | 12º  |

| 1993 | Classe | Moto    |     |     |     |     |    |     |     |     |   |    |   |    |     |    |  | Punti | Pos. |
| ---- | ------ | ------- | --- | --- | --- | --- | -- | --- | --- | --- | - | -- | - | -- | --- | -- |  | ----- | ---- |
| 1993 | 125    | Aprilia | Rit | Rit | Rit | Rit | 20 | Rit | Rit | Rit | 5 | NP | 6 | NP | Rit | 15 |  | 22    | 20º  |

| 1994 | Classe | Moto    |    |     |    |  |    |    |    |    |    |   |    |   |    |     |  | Punti | Pos. |
| ---- | ------ | ------- | -- | --- | -- |  | -- | -- | -- | -- | -- | - | -- | - | -- | --- |  | ----- | ---- |
| 1994 | 125    | Aprilia | 26 | Rit | 20 |  | 28 | 20 | NP | 15 | NP | 9 | 13 | 7 | 10 | Rit |  | 26    | 19º  |

| Legenda | 1º posto        | 2º posto            | 3º posto            | A punti      | Senza punti        | Grassetto – Pole position Corsivo – Giro più veloce |
| Legenda | Gara non valida | Non qual./Non part. | Ritirato/Non class. | Squalificato | '-' Dato non disp. | Grassetto – Pole position Corsivo – Giro più veloce |